# Rocquigny (Aisne)
Pour les articles homonymes, voir Rocquigny.
Rocquigny est une commune française située dans le département de l'Aisne, en région Hauts-de-France.

## Géographie

### Localisation
- 1Carte dynamique
- 2Carte OpenStreetMap
- 3Carte topographique
- 4Carte avec les communes environnantes

### Hydrographie

#### Réseau hydrographique
La commune est située dans le bassin Artois-Picardie. Elle est drainée par l'Helpe Mineure, le ruisseau de la Chaudière, la Ferme du Maka, le ruisseau des prés madame, le ruisseau des ringeards, le ruisseau du maka et les Vieux Sarts,.
L'Helpe Mineure, d'une longueur de 50 km, prend sa source dans la commune de Ohain et se jette  dans la Sambre canalisée à Locquignol, après avoir traversé douze communes.

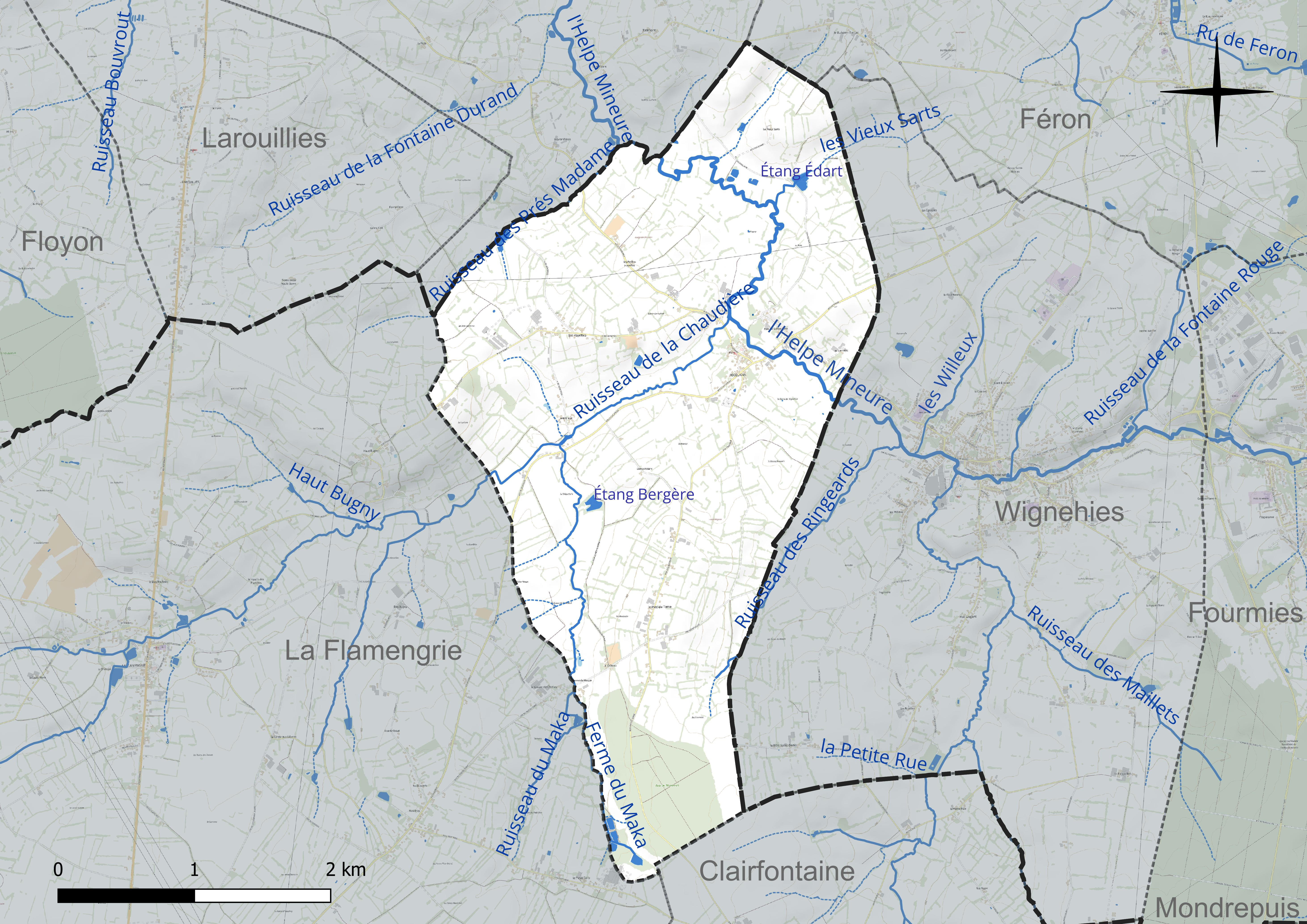
Réseau hydrographique de Rocquigny.

Deux plans d'eau complètent le réseau hydrographique : l'étang Bergère (0,8 ha) et l'étang édart (1,2 ha),.

#### Gestion et qualité des eaux
Le territoire communal est couvert par le schéma d'aménagement et de gestion des eaux (SAGE) « Sambre ». Ce document de planification concerne un territoire de 1 253 km2 de superficie, délimité par le bassin versant de la Sambre. Le périmètre a été arrêté le 1er novembre 2003 et le SAGE proprement dit a été approuvé le 21 septembre 2012, puis modifié le 18 août 2022. La structure porteuse de l'élaboration et de la mise en œuvre est le syndicat mixte du Parc naturel régional de l'Avesnois.
La qualité des cours d'eau peut être consultée sur un site spécial géré par les agences de l'eau et l'Agence française pour la biodiversité.

### Climat
Pour des articles plus généraux, voir Climat des Hauts-de-France et Climat de l'Aisne.
En 2010, le climat de la commune est de type climat des marges montargnardes, selon une étude du CNRS s'appuyant sur une série de données couvrant la période 1971-2000. En 2020, Météo-France publie une typologie des climats de la France métropolitaine dans laquelle la commune est exposée à un climat océanique altéré et est dans la région climatique Nord-est du bassin Parisien, caractérisée par un ensoleillement médiocre, une pluviométrie moyenne régulièrement répartie au cours de l'année et un hiver froid (3 °C).
Pour la période 1971-2000, la température annuelle moyenne est de 9,7 °C, avec une amplitude thermique annuelle de 15,2 °C. Le cumul annuel moyen de précipitations est de 879 mm, avec 13,1 jours de précipitations en janvier et 9,8 jours en juillet. Pour la période 1991-2020, la température moyenne annuelle observée sur la station météorologique la plus proche, située sur la commune de Saint-Hilaire-sur-Helpe à 13 km à vol d'oiseau, est de 10,5 °C et le cumul annuel moyen de précipitations est de 802,4 mm,. Pour l'avenir, les paramètres climatiques de la commune estimés pour 2050 selon différents scénarios d'émission de gaz à effet de serre sont consultables sur un site spécial publié par Météo-France en novembre 2022.

## Urbanisme

### Typologie
Au 1er janvier 2024, Rocquigny est catégorisée commune rurale à habitat très dispersé, selon la nouvelle grille communale de densité à 7 niveaux définie par l'Insee en 2022.
Elle est située hors unité urbaine et hors attraction des villes,.

### Occupation des sols
L'occupation des sols de la commune, telle qu'elle ressort de la base de données européenne d'occupation biophysique des sols Corine Land Cover (CLC), est marquée par l'importance des territoires agricoles (91,4 % en 2018), une proportion identique à celle de 1990 (91,4 %). La répartition détaillée en 2018 est la suivante : 
prairies (86,5 %), forêts (6 %), terres arables (4,9 %), zones urbanisées (2,6 %).
L'évolution de l'occupation des sols de la commune et de ses infrastructures peut être observée sur les différentes représentations cartographiques du territoire : la carte de Cassini (XVIIIe siècle), la carte d'état-major (1820-1866) et les cartes ou photos aériennes de l'IGN pour la période actuelle (1950 à aujourd'hui).

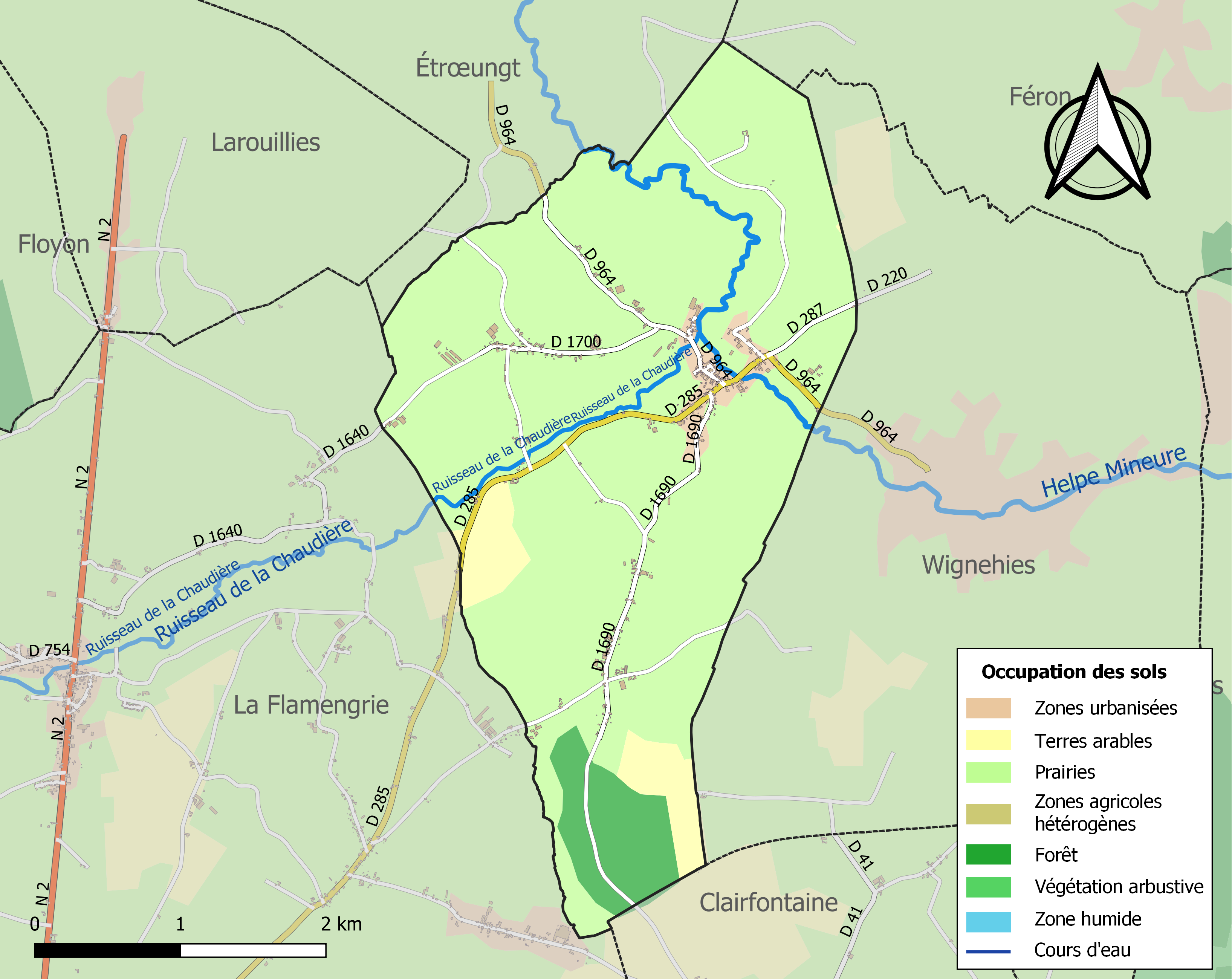
Carte de l'occupation des sols de la commune en 2018 (CLC).

## Toponymie
Le nom de la localité est attesté sous les formes [Villa in Therasca nomine] Rochini en 1144 (Mém. ms de l'Éleu, T. 1, f. 381) ; Roquennis, Rokennis en 1223 (Carte de la Seign. de Guise, f. 44 et 69); Roquennies en 1223 (Arch. de l'Emp., LL1158, p. 128) ; Rokegni en 1272 (Cart. de Chaourse, f. 116, 199 et 200, Arch. de l'Emp. LL 1172) ; Roquignys en 1327 ; Roquignis en 1334 (Cart. de la Seign. de Guise, f. 208) ; Roquigni en 1780 (Chambre du clergé du Dioc. de Laon). Source : Dictionnaire topographique du département de l'Aisne - Alfred MATTON[réf. incomplète].

## Histoire

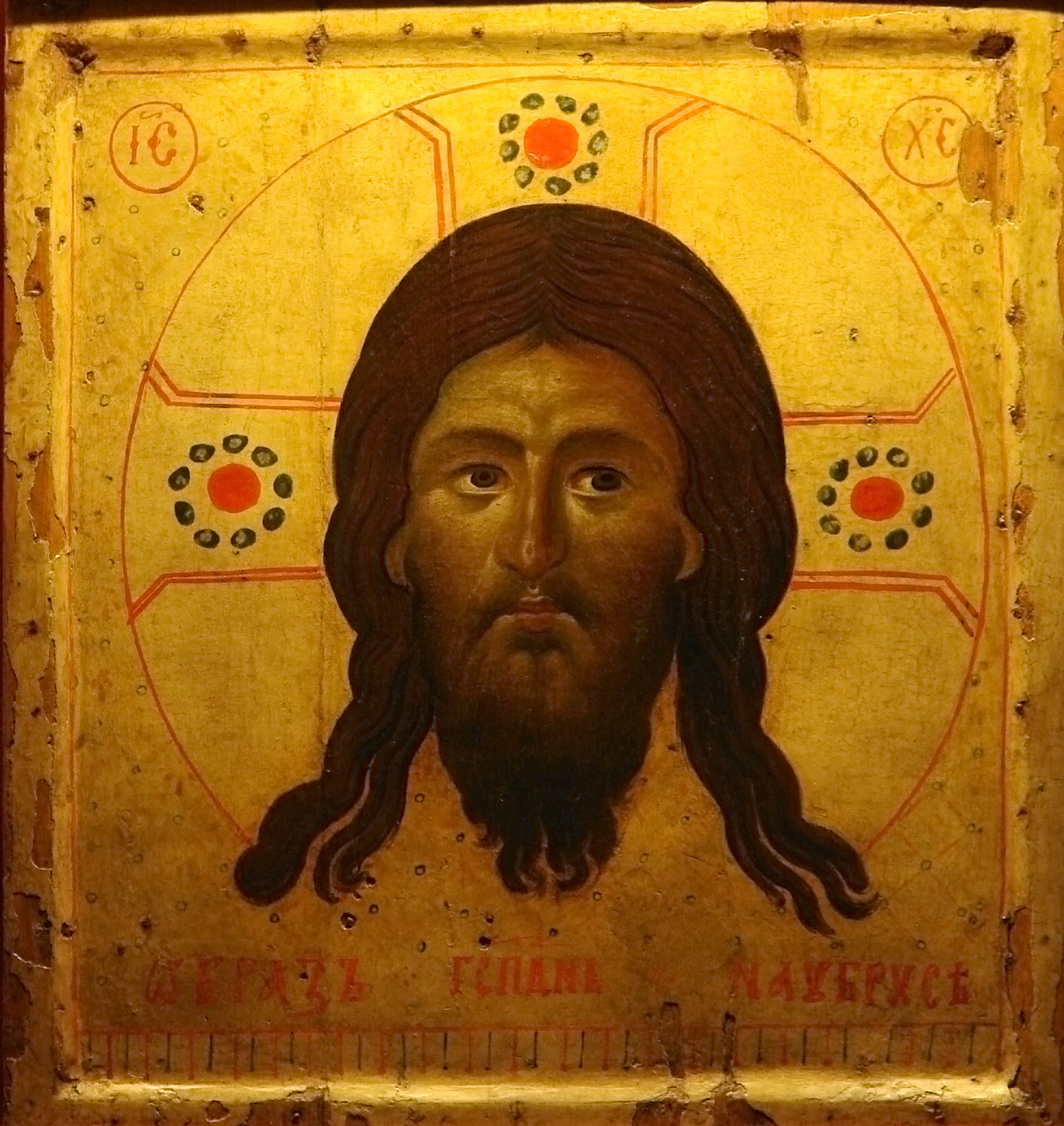

Sur le territoire de Rocquigny se trouvait l'ancienne abbaye de moniales cisterciennes de Montreuil-les-Dames.
C'est de cette abbaye que provient la célèbre icône de la sainte Face de Laon, peinture byzantine (serbe ?) qui aurait été offerte en 1249, d'après une tradition ancienne, par Jacques Pantaléon de Troyes, le futur pape Urbain IV, qui l'aurait acheté à Bari (Italie).
Vers le milieu du XVIIe siècle, les moniales de Montreuil quittèrent Rocquigny et allèrent s'installer dans la banlieue de Laon.
Elles y apportèrent avec elles leur icône précieuse.
Soustraite aux déprédations iconoclastes des Révolutionnaires en 1795, l'œuvre fut donnée à la cathédrale de Laon où elle est aujourd'hui encore conservée,,.

## Politique et administration

### Découpage territorial
La commune de Rocquigny est membre de la communauté de communes de la Thiérache du Centre, un établissement public de coopération intercommunale (EPCI) à fiscalité propre créé le 31 décembre 1992 dont le siège est à La Capelle. Ce dernier est par ailleurs membre d'autres groupements intercommunaux.
Sur le plan administratif, elle est rattachée à l'arrondissement de Vervins, au département de l'Aisne et à la région Hauts-de-France. Sur le plan électoral, elle dépend du  canton de Vervins pour l'élection des conseillers départementaux, depuis le redécoupage cantonal de 2014 entré en vigueur en 2015, et de la troisième circonscription de l'Aisne  pour les élections législatives, depuis le dernier découpage électoral de 2010.

### Administration municipale
| Période                                  | Période                       | Identité              | Étiquette | Qualité                                                   |
| ---------------------------------------- | ----------------------------- | --------------------- | --------- | --------------------------------------------------------- |
| Les données manquantes sont à compléter. |                               |                       |           |                                                           |
| 1793                                     |                               | Jean-Louis Betin      |           |                                                           |
| Les données manquantes sont à compléter. |                               |                       |           |                                                           |
| 1801                                     |                               | Nicolas Louis Lemirre |           |                                                           |
| Les données manquantes sont à compléter. |                               |                       |           |                                                           |
| avant 1875                               | après 1876                    | Fouan                 |           |                                                           |
| Les données manquantes sont à compléter. |                               |                       |           |                                                           |
| mars 2001                                | mars 2008                     | Marie-France Crohin   |           |                                                           |
| mars 2008                                | En cours (au 13 juillet 2020) | Paul Seret            | DVD       | Retraité de l'agriculture Réélu pour le mandat 2020-2026, |

## Démographie
L'évolution du nombre d'habitants est connue à travers les recensements de la population effectués dans la commune depuis 1793. Pour les communes de moins de 10 000 habitants, une enquête de recensement portant sur toute la population est réalisée tous les cinq ans, les populations de référence des années intermédiaires étant quant à elles estimées par interpolation ou extrapolation. Pour la commune, le premier recensement exhaustif entrant dans le cadre du nouveau dispositif a été réalisé en 2006.

En 2022, la commune comptait 364 habitants, en évolution de +1,39 % par rapport à 2016 (Aisne : −1,97 %, France hors Mayotte : +2,11 %).
| 1793 | 1800 | 1806 | 1821 | 1831 | 1836 | 1841 | 1846 | 1851 |
| ---- | ---- | ---- | ---- | ---- | ---- | ---- | ---- | ---- |
| 500  | 529  | 519  | 608  | 625  | 656  | 674  | 638  | 626  |

| 1856 | 1861 | 1866 | 1872 | 1876 | 1881 | 1886 | 1891 | 1896 |
| ---- | ---- | ---- | ---- | ---- | ---- | ---- | ---- | ---- |
| 627  | 683  | 680  | 659  | 690  | 659  | 696  | 699  | 669  |

| 1901 | 1906 | 1911 | 1921 | 1926 | 1931 | 1936 | 1946 | 1954 |
| ---- | ---- | ---- | ---- | ---- | ---- | ---- | ---- | ---- |
| 629  | 526  | 566  | 507  | 556  | 507  | 472  | 435  | 440  |

| 1962 | 1968 | 1975 | 1982 | 1990 | 1999 | 2006 | 2011 | 2016 |
| ---- | ---- | ---- | ---- | ---- | ---- | ---- | ---- | ---- |
| 431  | 438  | 426  | 407  | 424  | 392  | 395  | 391  | 359  |

| 2021 | 2022 | - | - | - | - | - | - | - |
| ---- | ---- | - | - | - | - | - | - | - |
| 362  | 364  | - | - | - | - | - | - | - |

## Lieux et monuments
- Croix de chemin.
- Église Sainte-Geneviève.
- Chapelle Notre-Dame-des-Champs de Rocquigny.
- Kiosque à musique, dans le style des kiosques à danse de l'Avesnois, région voisine.
- Monument aux morts.
- Oratoire Saint-François-et-Sainte-Marie-Madeleine : Il a été érigé en 1828 par Madeleine Geoffroi, pour accomplir un vœu de son mari, François Lemirre, et est dédié à leurs saints patrons[32].

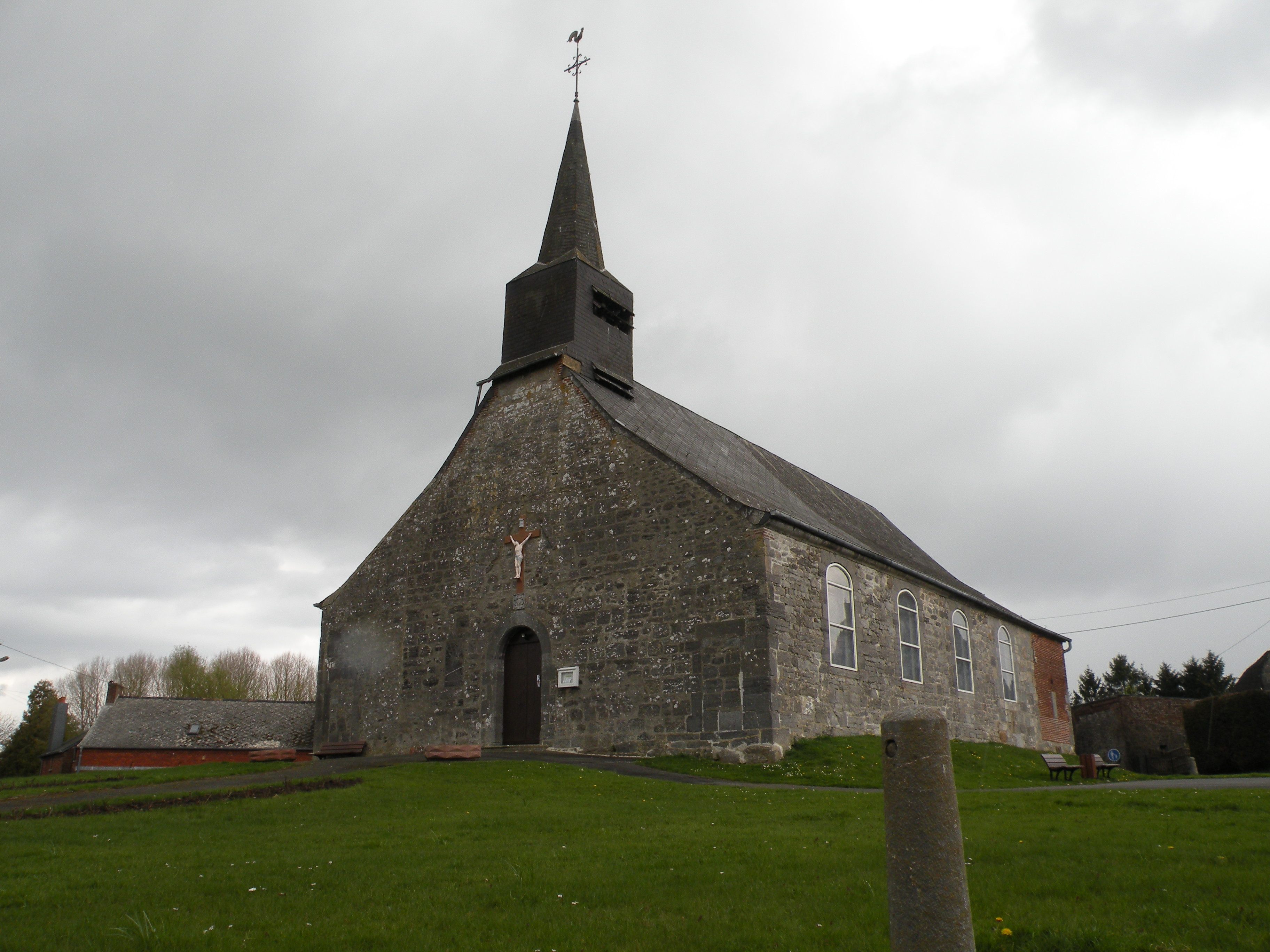
L'église Sainte-Geneviève.
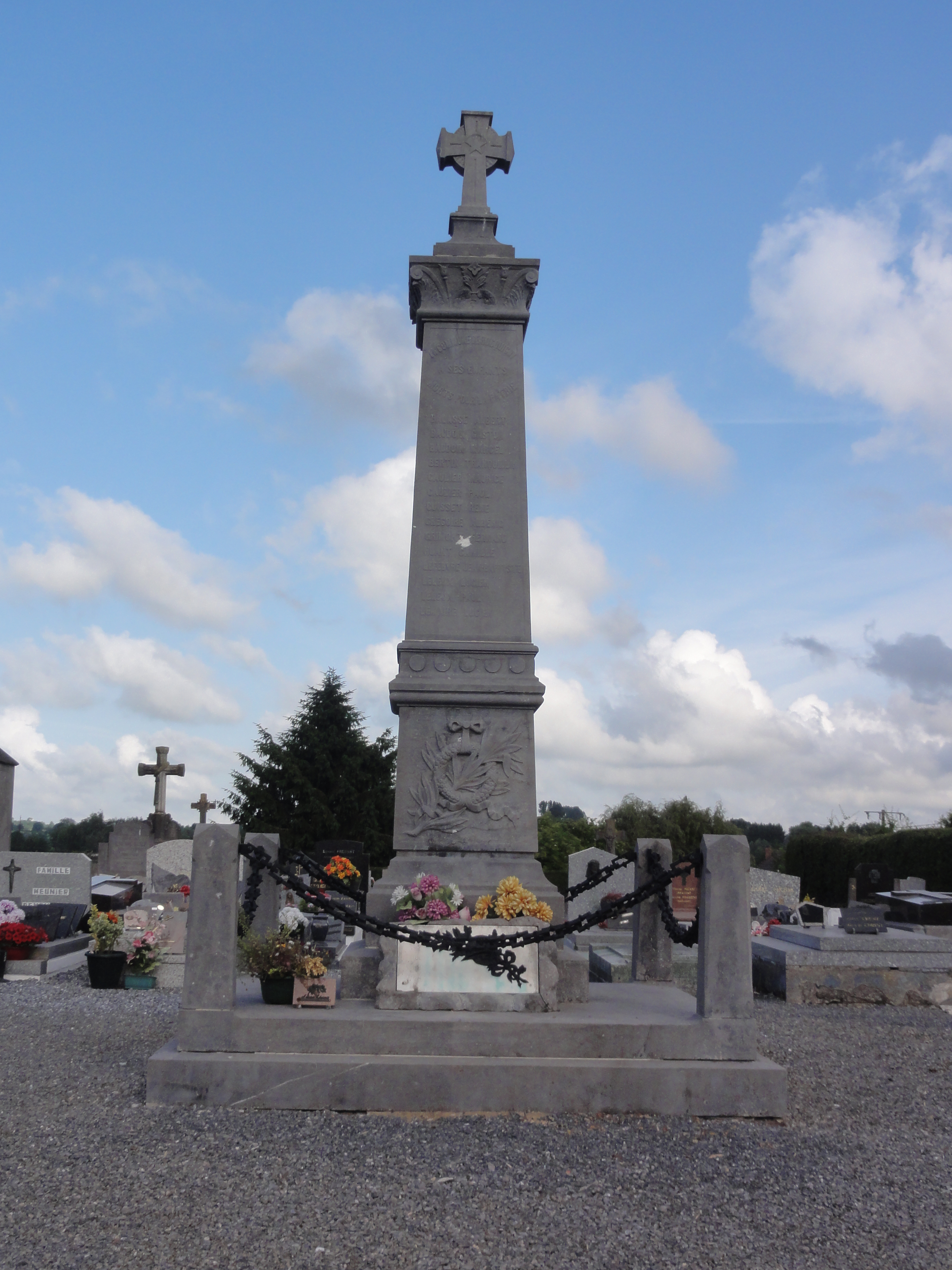
Monument aux morts.
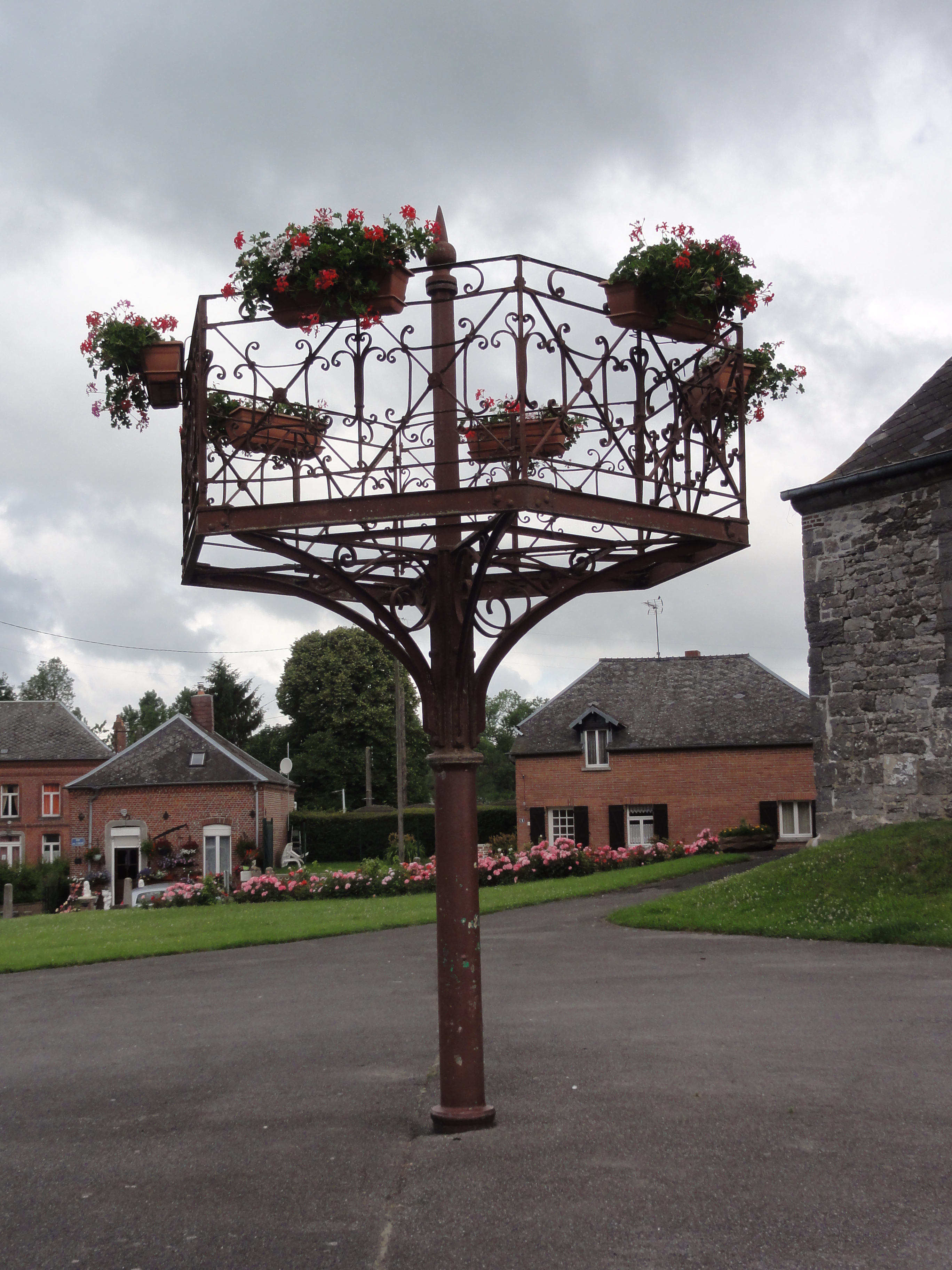
Kiosque à musique.
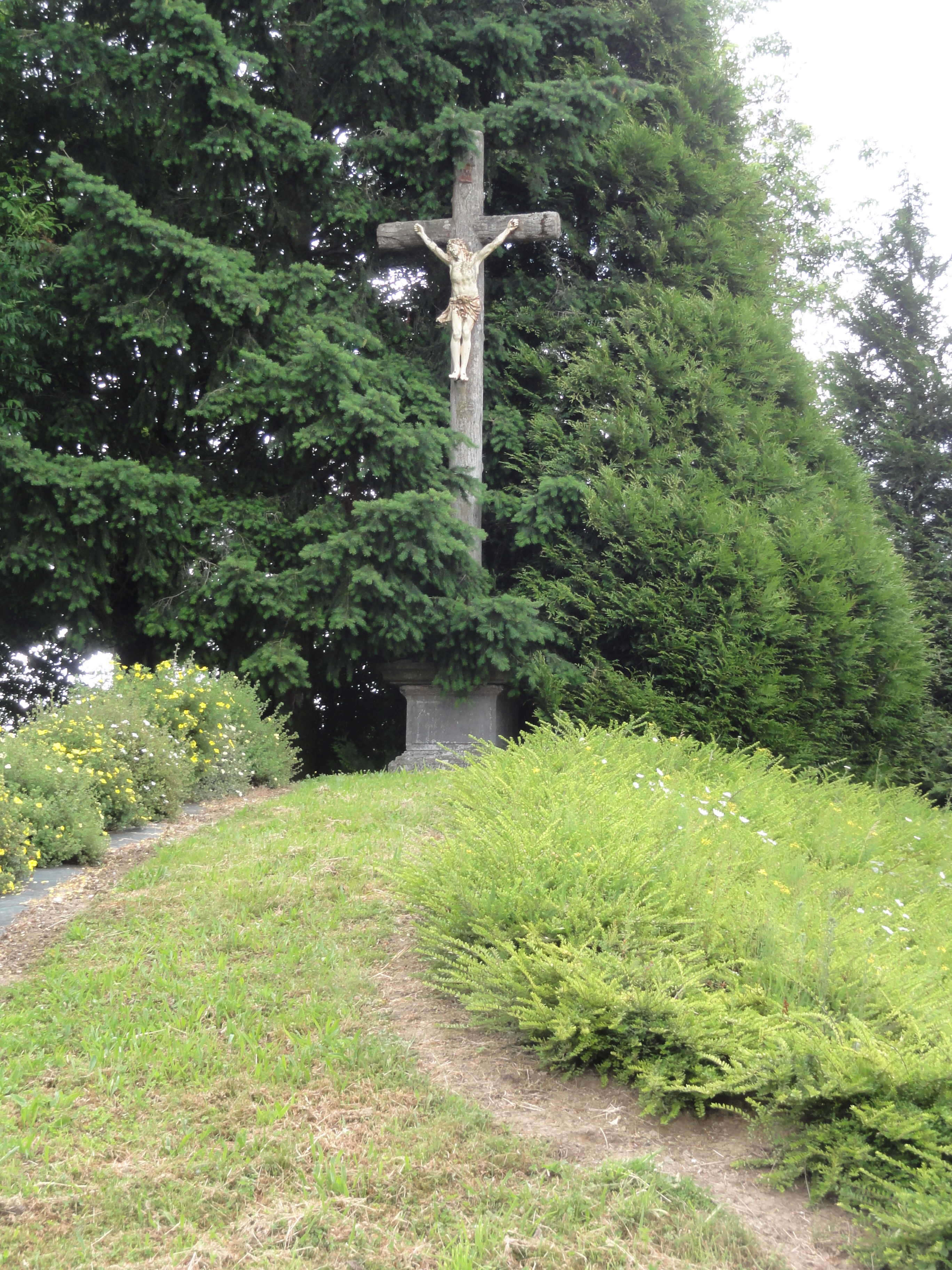
Croix de chemin.

## Personnalités liées à la commune
- Alain d'Humières, général français, y est mort pour la France en 1940.